# 총마계회도
총마계회도(驄馬契會圖)는 대한민국 전라남도 화순군에 있는 조선시대의 그림이다. 2003년 10월 4일 전라남도의 유형문화재 제261호로 지정되었다가, 2011년 9월 5일 대한민국의 보물 제1722호로 승격되었다.

## 개요
<총마계회도>는 16세기 후반기에 제작된 계회도의 일반 형식인 표제(標題), 그림, 시문, 좌목(座目)으로 구성되어 있다. 표제는 계회도의 제목으로서 족자의 상단에 붉은색 선으로 구획한 뒤 ‘총마계회도(驄馬契會圖)’ 여섯 글자를 예서(隸書)로 썼다. 총마(驄馬)는 사헌부의 감찰을 부르는 별칭이다. 후한(後漢) 때 환전(桓典)이라는 사람이 시어사(侍御史)가 되었는데 항상 총마를 타고 다녔던 데서 유래되었다. 이외에도 사헌부 감찰은 서릿발 같은 기강을 중시한다는 의미로 ‘상대 (霜臺)’라는 별칭을 썼고, 감찰들의 계회도를 ‘상대계회도’라 쓰기도 하였다.
<총마계회도>의 그림은 화면 가운데 솟아 오른 봉우리를 중심으로 사헌부의 청사를 좌우대칭형으로 배치하였다. 산을 묘사한 부분은 짤막한 선을 반복한 단선점준(短線點皴)을 사용한 16세기 산수양식을 보여준다. 사헌부의 청사는 정문과 지붕만을 그린 뒤 나머지 부분은 생략하여 간결하게 그렸다. 참석자들의 수만큼 여러 점을 제작해야 하는 관계로 그림은 가급적 간략하게 그린 것이 특징이다.
계회도에서 시문은 대부분 계회도의 소유자가 직접 썼다. 다른 사람이 쓴 경우는 자호나 이름을 밝히는 것이 상례였다. <총마계회도>의 7언시 마지막에 쓴 ‘신묘중추일(辛卯仲秋日)’은 이 계회도의 소유자가 쓴 것으로 추측된다. ‘신묘(辛卯)’년의 ‘중추일(仲秋日)’은 1591년(선조 24) 8월에 해당 하며, 계회도의 제작 시기도 이때로 파악된다.
좌목에 기록된 인물은 모두 24명인데, 당시 사헌부 감찰의 정원 수와 같다. 개인마다 품계ㆍ현 관 직ㆍ이름ㆍ자(字)ㆍ본관을 기록하였고, 한 줄을 바꾸어 당사자 아버지의 품계와 관직, 이름을 간략히 적었다.
<총마계회도>는 16세기 계회도로서는 드물게 종이에 그렸다. 그림과 시문 왼편에 부분적인 박락이 있고, 좌목의 왼편 상단에는 글자의 일부가 떨어져 나갔지만, 판독하는 데는 지장이 없다. 그림은 세로로 심하게 접힌 흔적이 3곳 있고, 주름이 여러 군데 있다. 족자 상하단의 나무를 분리한 채 접은 흔적으로 추측된다. 그러나 그림과 글씨의 전체를 살피는 데는 문제가 없다. 2008년도에 보존처리를 하였는데 계회도 상ㆍ하단의 남청색 회장(回粧)과 황색 비단을 보수하여 장황함으로 써 원래의 족자 형식을 그대로 유지하였다.
축의 하단 뒷면에는 ‘밀양박씨고적정은(密陽朴氏古蹟淨隱)’이라 적혀 있다. 수리하기 전 족자의 뒤 편에 붙어 있던 별지(別紙)를 수리한 족자의 뒷면에 옮겨 붙인 것이다. ‘정은(淨隱)’은 정은공 박지수를 가리키는 말이다.

## 문화재 지정 가치
첫째, <총마계회도>는 16세기 계회도로서 제작연대와 소유자가 분명하다. 시문에 적힌 간기와 좌목에 기록된 인물들의 활동연대에 근거하여 1591년 8월에 만든 것이 입증된다. 이미 지정 받은 국가지정문화재를 포함한 대부분의 계회도는 제작연대가 확실하지만 소유자가 밝혀진 사례는 드물다. 소유자가 밝혀진 경우는 이 계회도가 전승되어 온 경위와 제작배경을 살필 수 있는 단서가 되며, 관련 문헌자료와 연계하여 입체적이고 실증적인 연구가 가능하다.
둘째, 소장 및 전승경위를 알 수 있다. 충효사 소장 <총마계회도>는 전남 능주 월곡리 출신의 밀양박씨 박지수(朴枝壽)가 1591년 8월 사헌부 감찰에 제수되어 소유하게 된 것이다. 이후 <총마계회도>는 박지수의 관직 임명장인 교지(敎旨) 등과 함께 후손들에 의해 가장(家藏) 유물로 전승되었다. 박지수의 충절을 기리고자 1598년(선조 31) 지역 유림들이 건의하여 충효사(忠孝祠)를 건립하였고, 고종 때 대원군의 서원 철폐령에 따라 훼철되었다가 1879년(고종 16) 복원하여 박지수와 그의 아들 박천수를 향사하고 있다. <총마계회도>는 1990년대까지 충효사에 소장되어 왔으며, 현재는 밀양박씨 문중에서 관리해 오고 있다. 1591년에 처음 제작된 이후 약 420년 동안 후손가를 벗어난 적이 없었음을 말해준다.
셋째, 16세기 후반기 서울의 중앙관청에서 시행된 계회관행과 계회도의 제작배경을 밝힐 수 있는 매우 중요한 자료이다. <총마계회도>는 사헌부의 감찰직 신임관원이 치르는 신고식 관행인 신참례의 실체를 밝혀주는 매우 중요한 자료이다. 이는 1591년에 제작된 호림박물관 소장의 <총마계회도> 2점의 소유자인 안동출신 이정회(李庭檜)의 「연보」와 그가 남긴 『송간일기(松澗日記)』를 통해 입증되는 사실이다. 또한 1591년 전반기 사헌부의 신참례시에 신임 감찰이 준비해야할 필수 지참물로 계회도를 제작하였고, 박지수가 소유한 <총마계회도>도 이러한 배경에서 제작된 구체적인 자료라는 점을 밝힐 수 있었다.
넷째, 산수와 점경인물의 묘사는 정확한 16세기 양식을 보여주고 있다. <총마계회도>의 화법은 조선초기에 유행한 안견파(安堅派) 화풍의 한 요소인 산의 골격과 굴곡을 짧은 선과 터치로 처리하는 단선점준(短線點皴)의 여흔이 보인다. 점경인물의 묘사 또한 소략하지만, 17세기초 의궤(儀軌)의 반차도에 보이는 간략한 묘사방식과 유사하여 16세기 후반기 화풍의 일면을 담고 있다. <총마계회도>는 16세기 그림 가운데 몇 점에 불과한 기년작(紀年作) 회화에 포함되는 사례로서 조선조 전반기 회화의 양식사 연구에 활용도가 높은 자료이다.
다섯째, 계회도의 장황이 제작 당시의 상태를 유지하고 있어 16세기 족자본 회화의 장황 복원의 기준 형식을 제공하고 있다. <총마계회도>는 장황을 바꾸거나 그림에 가필(加筆)한 흔적은 찾을 수 없다. 특히 계회도의 상하단에 붙인 남색(藍色)의 회장과 황색 비단, 좌우에 좁게 덧댄 남색비단 등은 16세기 후반기 계회도 장황의 일반적인 형식임을 알 수 있다. 현존하는 최고(最古)의 계회도로 알려진 경기도박물관 소장의 사헌부 감찰 계회도인 <이십삼상대회도(二十三霜臺會圖)>(1487년 작)와도 장황형식이 같다는 점이 이를 뒷받침해 준다. <이십삼상대회도>는 상단의 남색 회장이 떨어져 나간 상태지만, 하단의 회장과 황색비단 등은 <총마계회도>의 장황과 동일한 형식임을 알려준다. 현존하는 16세기 계회도의 대부분이 후대에 개장된 족자형식을 취하고 있으므로 <총마계회도>는 이를 원래의 형태대로 복원할 수 있는 근거가 된다.
이상에서 정리한 바와 같이 충효사 소장의 <총마계회도>는 임진왜란 이전에 제작된 계회도 가운데 1591년의 제작시기와 능주 출신의 밀양박씨 박지수(朴枝壽)가 소유한 계회도로서 지금까지 약 420년 간의 전승경위가 분명히 파악되는 자료이다. 또한 계회의 실행과 계회도의 제작배경이 확인되고, 그림의 화풍과 족자의 장황형식에 있어서도 희소성이 높은 특징을 지니고 있어 국가문화재로 지정되었다.

## 같이 보기
- 벽지리 충효사 - 화순군 향토유적 제2호

## 참고 자료
- 총마계회도 - 국가유산청 국가유산포털